# Heinrich Dunkelberg (Politiker)
Heinrich Dunkelberg (* 10. Juli 1855 in Berlingerode; † 25. Juni 1934 in Bad Ems) war ein deutscher Kommunalpolitiker und Senator.

## Leben
Heinrich Dunkelberg wurde 1899 in der seinerzeit selbständigen Industriestadt Linden zum Bürgervorsteher in das städtische Kollegium gewählt. Hauptsächlich seiner Initiative und gezielten Mitarbeit sind die Eingemeindungen der Orte Limmer, Badenstedt, Davenstedt, Bornum und Ricklingen in die Stadt Linden zuzuschreiben.
Der Bürgervorsteher, vielfach als besonderer Vertrauensmann beauftragt, vertrat die Lindener Interessen erfolgreich, etwa bei der Umgestaltung der Verhältnisse der Eisenbahn, bei der Schaffung der Lindener Kanalisation und beim Bau des Mittellandkanals.
Bei der – freiwilligen – Vereinigung von Linden mit der Stadt Hannover, von Dunkelberg lange vorher gefordert und von dem hannoverschen Stadtdirektor Heinrich Tramm beinahe ebenso lange abgewehrt aufgrund dessen Widerstands gegen die finanziellen Folgelasten und die Furcht vor der starken sozialdemokratischen Wählerschaft der „Arbeiterwohnsitzgemeinde“ Linden, zog Heinrich Dunkelberg im Jahr 1920 nun als Bürgervorsteher auch in das hannoversche Stadtparlament ein.
1921 wurde Heinrich Dunkelberg zum Senator der Stadt Hannover gewählt. So konnte Dunkelberg mit seinem ausgeprägten Gemeinsinn, sein Verständnis für Stadtkultur und -wirtschaft und seine Kenntnisse im Grundstückswesen machten ihn zu einem gefragten Berater der Stadt Hannover. Er starb 1934 in Bad Ems.

## Dunkelberggang
Der Dunkelberggang im Stadtteil Linden-Mitte war um 1850 zunächst ein Teil der Hohe Straße, wurde 1893 in Kleine Hohestraße umbenannt und erhielt 1952 schließlich ihren endgültigen Namen. Laut dem Adressbuch der Stadt Hannover von 1970 ergab sich der Name aus dem zeitweilig „[...] im Volksmund als Dunkelbergs Gang bekannte Erschließungsweg“. Tatsächlich hatte die Straße ihren Namen wohl von der Familie Dunkelberg, die seit dem Jahr 1892 das Grundstück Dunkelberggang 8 besaß.